# Jules Chéret
Jules Chéret (Párizs, 1836. május 31. – Nizza, 1932. szeptember 23.) francia festő és litográfus, a Belle Époque plakátművészetének mestere, a XX-ak tagja. A modern plakát atyjának is nevezték.

## Élete
Szegény, de kreatív párizsi kézműves családban született. Kevés iskolát végzett. Tizenhárom éves korában hároméves tanoncképzést kezdett egy kőmetszőnél, majd a festészet iránti érdeklődése arra késztette, hogy művészeti tanfolyamra járjon az École Nationale de Dessinen. A legtöbb új művészhez hasonlóan párizsi múzeumokat látogatva tanulmányozta a múlt és kora különböző művészeti technikáit.
1859 és 1866 között litográfiai képzésben részesült Londonban, ahol nagy hatással volt rá a plakáttervezés és -nyomtatás brit megközelítése. Visszatérve Franciaországba, élénk színű plakatokat készített a kabarék, hangversenytermek, és színházak, mint az Eldorado, a Olympia, a Folies Bergère, az Opéra Garnier, az  Alcazar d'été és a Moulin Rouge számára. Plakátokat és illusztrációkat készített a Le Courrier français szatirikus hetilapba is.
Munkáit befolyásolták a frivol jelenetek, amelyeket olyan rokokó művészek alkotásai mutatnak be, mint Jean-Honoré Fragonard és Antoine Watteau. Annyira sikeres volt, hogy kibővítette üzleti tevékenységét a turnétársulatok, önkormányzati fesztiválok, majd italok, likőrök, parfümök, szappanok, kozmetikumok és gyógyszeripari termékek reklámozásával. Végül jelentős hirdetési erővé vált, és felvette az ügyféllistájára a vasúttársaságokat és számos gyártó vállalkozást.
Amint művészete egyre népszerűbbé vált, és a szerényen szabad szellemű nőket ábrázoló nagy plakátjai nagyobb közönséget találtak, a szakértők elkezdték „a nők felszabadulása atyjának” nevezni. A nőket a művészetben korábban prostituáltként vagy puritánként ábrázolták. Chéret plakátjainak örömteli, elegáns és élénk női – „Cherette”, ahogy népszerûen hívták őket – egyik sem volt. Ez felszabadította a párizsi nőket, és észrevehetően nyitottabb légkört hirdetett a fővárosban, ahol a nők korábban tabutevékenységeket folytathattak, például ittak és dohányoztak a nyilvánosság előtt. Ezeket a Cherette-eket széles körben látták és elismerték, és egy akkori író azt mondta: „Nehéz elképzelni Párizst a »Cheréts« nélkül.” 
1895-ben Chéret létrehozta a Maîtres de l'Affiche című gyűjteményt, amely egy kisebb méretű reprodukciókkal rendelkező jelentős művészeti kiadvány, amely kilencvenhét párizsi művész legjobb alkotásait mutatja be. Sikere egy olyan iparágat inspirált, amely olyan plakáttervezők és festők új generációjának megjelenését jelentette, mint Charles Gesmar és Henri de Toulouse-Lautrec. Egyik tanítványa Georges de Feure volt .
Időskorában Chéret visszavonult a nizzai Francia Riviéra kellemes éghajlatára. 1932-ben halt meg, kilencvenhat éves korában, és a párizsi Montmartre negyedben, a Cimetière Saint-Vincent-ben helyezték örök nyugalomra.
1890-ben a francia kormánytól megkapta a francia Becsületrend kitüntetést a grafikai művészethez nyújtott kiemelkedő hozzájárulásáért. Habár festményei bizonyos tiszteletet érdemeltek, az volt a munkája, hogy reklámplakátokat készítsen, amelyeket csak a számláinak kifizetésére, de végül az elkötelezettségére is fordított, amire ma emlékeznek.
1933-ban munkáját posztumusz kiállítással tüntették ki a rangos párizsi Salon d’Automne-ban. Az évek során Chéret plakátjai igen keresetté váltak a világ minden tájáról származó gyűjtők számára.

## Válogatott művek

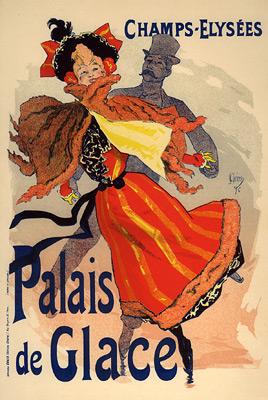
Palais des Glaces Jégszínház
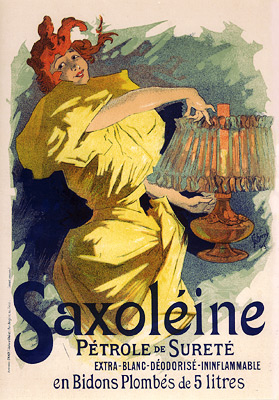
Saxoléine – biztonságos lámpaolaj
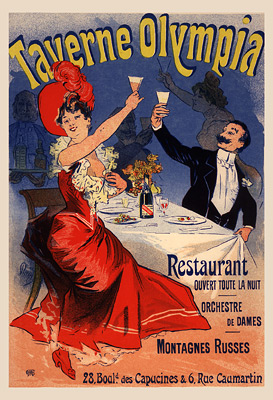
Taverne Olympia Étterem
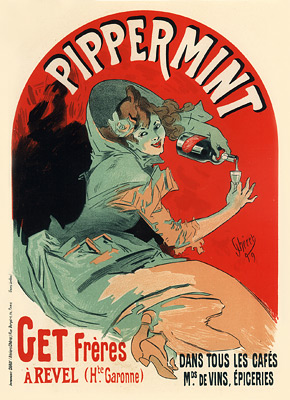
Borsmentalikőr a Get fivérektől
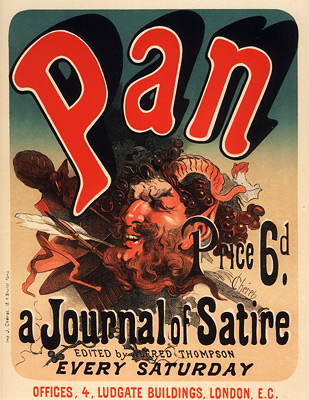
Pan – Szatirikus lap
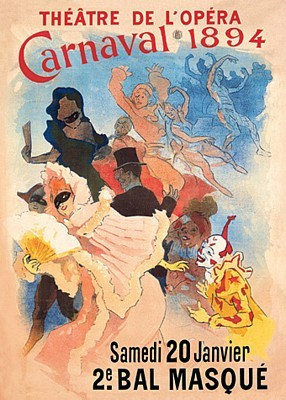
Théâtre de l'Opéra Karnevál, 1894
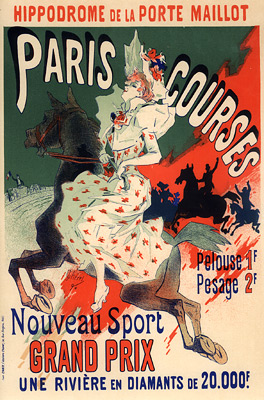
Hippodrome de la Porte Maillot, párizsi lóversenyek
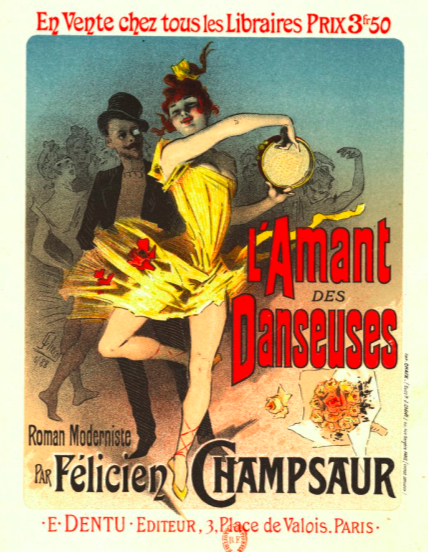
Félicien Champsaur: A táncosnők szeretője
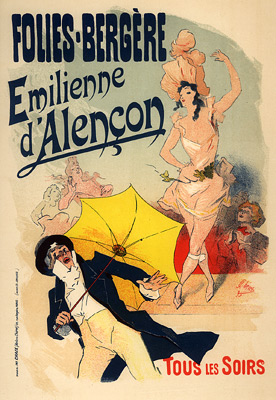
Folies Bergères Émilienne d’Alençon táncosnővel
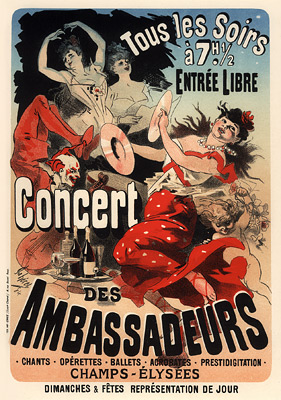
A nagykövetek koncertje Champs-Élysées
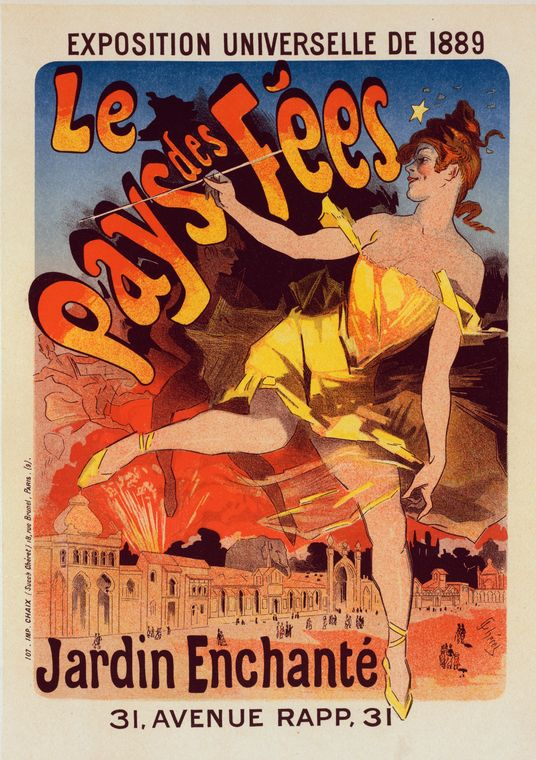
Világkiállítás, 1889, Tündérország
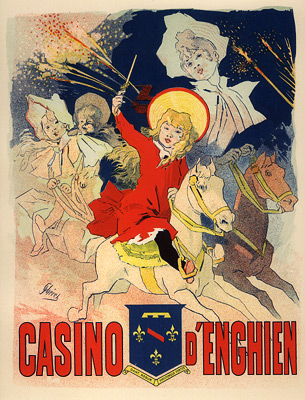
Casino d'Enghien
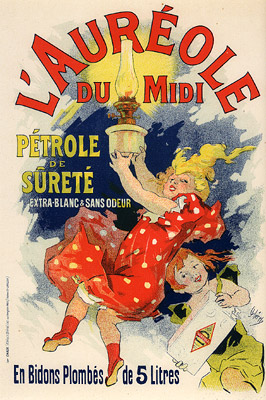
L´Aureole du Midi biztonságos lámpaolaj
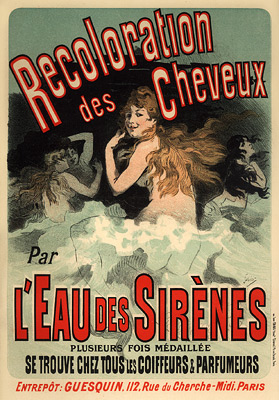
L'Eau des Sirènes haj-újraszínező víz

## Fordítás
- Ez a szócikk részben vagy egészben  a   JulesChéret című angol Wikipédia-szócikk ezen változatának fordításán alapul.  Az eredeti cikk szerkesztőit annak laptörténete sorolja fel. Ez a jelzés csupán a megfogalmazás eredetét és a szerzői jogokat jelzi, nem szolgál a cikkben szereplő információk forrásmegjelöléseként.